# Римар Павло Андрійович
Павло́ Андрі́йович Ри́мар (8 липня 1980, м. Тернопіль — 1 лютого 2015, поблизу с. Преображенка Каланчацького району Херсонської області) — український військовик, журналіст. Член НСЖУ (грудень 2009).

## Життєпис

### Навчання
Навчався у Тернопільській ЗОШ № 16 (1–9 класи), ЗОШ № 12 (10-11 класи), яку закінчив у 1997 році. Активно займався спортом, відвідував секцію боротьби в одній зі спортивних шкіл Тернополя. Грав у КВК, колекціонував різноманітні військові речі: каски, ножі тощо. Зі слів класного керівника у 16-ій школі Галини Герман Павло був толерантний, тактовний, веселим, життєрадісним — лідером у класі.
У 1997—2001 роках навчався на факультеті психології (спеціальність «Практична психологія») у Тернопільському національному педагогічному університеті імені Володимира Гнатюка.

### В армії
Від 27 листопада 2001 до 8 жовтня 2002 року служив у Внутрішніх військах України (ВЧ 3008, м. Вінниця).

### В АТО
Добровольцем пішов до батальйону територіальної оборони, з липня 2014 року ніс службу на блокпостах на в'їзді в Крим у складі 6-го окремого мотопіхотного батальйону 128-ї гірсько-піхотної бригади (раніше 6-й БТО Тернопільської області «Збруч».
Загинув близько 3:00 ранку 1 лютого 2015 року під час пожежі та вибуху складу боєприпасів на території старої ферми у польовому таборі ЗСУ поблизу с. Преображенка Херсонської області, де розміщувалися бійці Тернопільського батальйону територіальної оборони «Збруч». Тоді в пожежі загинуло шестеро військовослужбовців.

### Прощання
Поховали Павла Римара на Микулинецькому цвинтарі Тернополя 6 лютого 2014 року. Цей день у Тернопільській області був оголошений Днем жалоби за загиблими бійцями «Збруча».

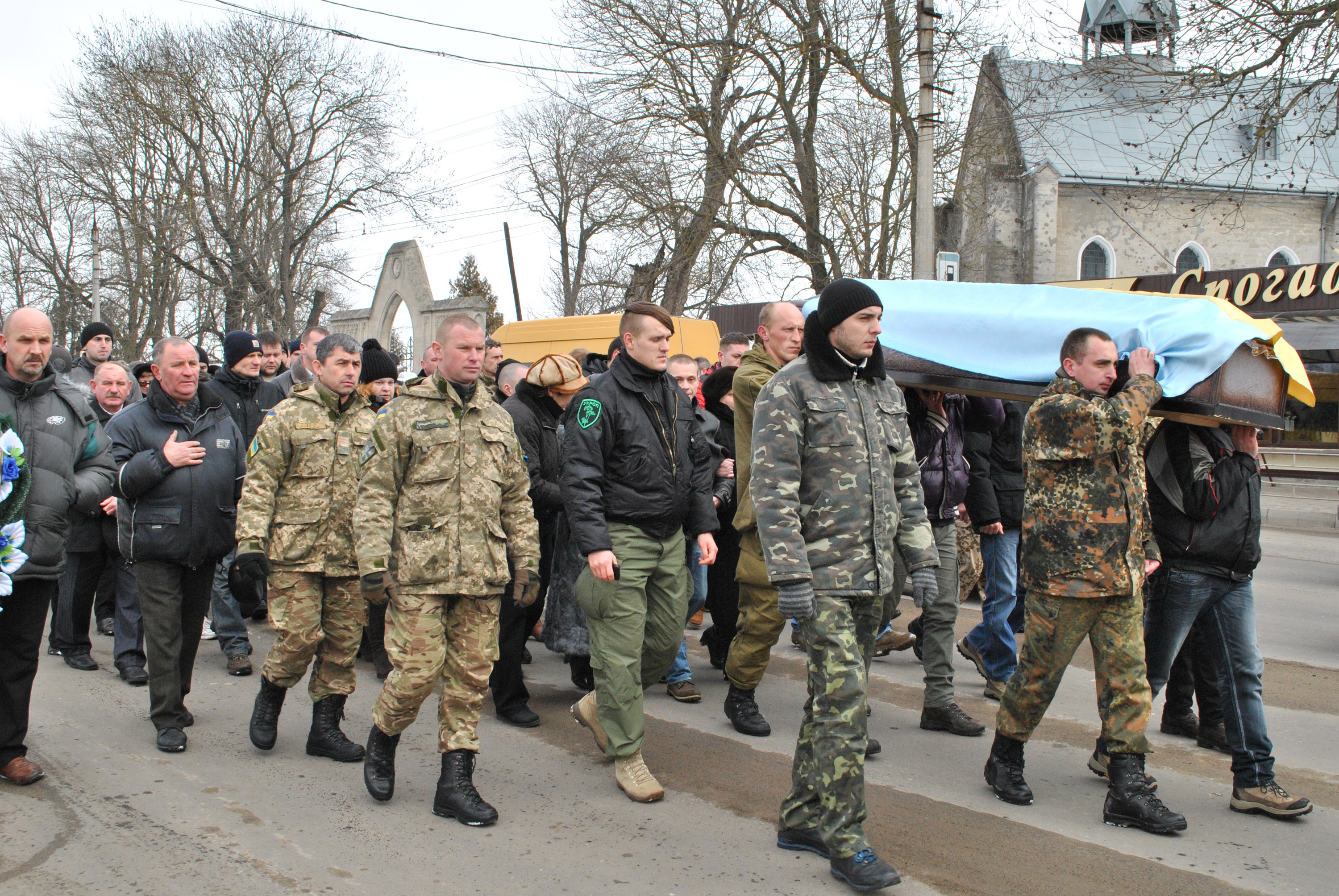
Похоронна процесія на вул. Микулинецькій
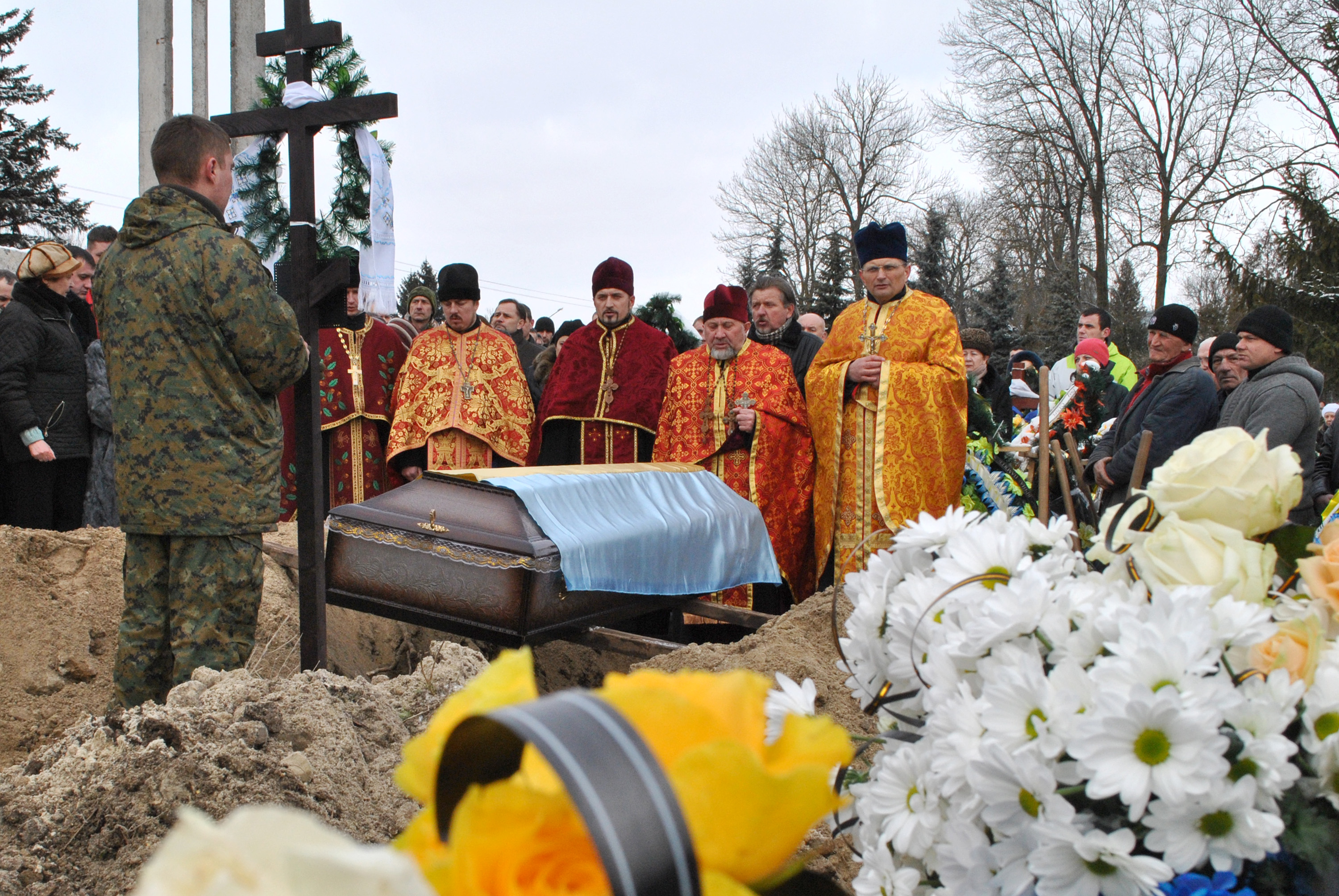
Похорон на Микулинецькому цвинтарі
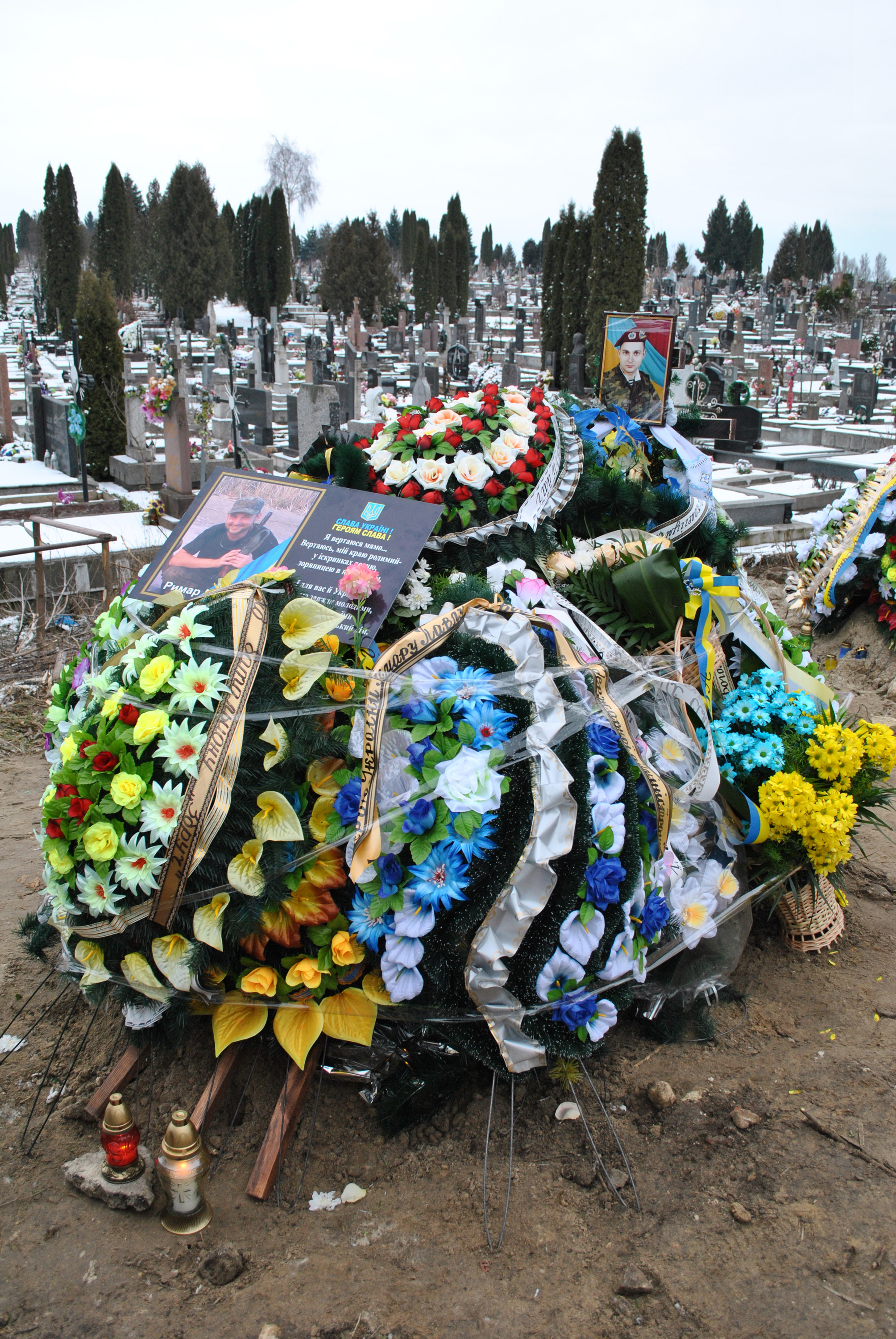
Могила на Микулинецькому цвинтарі

### Родина
Одруженим не був. Батько Павла, майор міліції, помер у 2002 році. Залишилася мати Тетяна і молодший брат Віталій.

## Вшанування пам'яті

### Відзнаки
- почесний громадянин Тернопільської області (26 серпня 2022, посмертно)[3];
- «Почесний громадянин міста Тернополя» (2015) — за особисту мужність і високий професіоналізм, який виявлений у захисті державного суверенітету та територіальної цілісності України[4].